# Zylobus
Zylobus is een geslacht van wantsen uit de familie van de Reduviidae (Roofwantsen). Het geslacht werd voor het eerst wetenschappelijk beschreven door Barber in 1930.

## Soorten
Het genus bevat de volgende soorten:

- Zylobus lobulatus Barber, 1930
- Zylobus monrosi Wygodzinsky, 1960
- Zylobus parkoi Costa Lima & Campos Seabra, 1945
- Zylobus seabrai Prosen & Martínez, 1958